# Hofanlage Kajedeich 2
Die Hofanlage Kajedeich 2 in der Ostmarsch beim Wischweg in der niedersächsischen Gemeinde Hechthausen-Wisch, Samtgemeinde Hemmoor, im Landkreis Cuxhaven, stammt aus der Mitte des 19. Jahrhunderts.
Aktuell (2024) wird sie landwirtschaftlich genutzt.
Das Gebäude steht unter Denkmalschutz (siehe auch Liste der Baudenkmale in Hechthausen).

## Geschichte und Beschreibung
Hechthausen wurde 1233 als Hekethusen zum ersten Mal erwähnt. Damals beherrschte die begüterte Adelsfamilie de Hekethusen die Region.
Die Hofanlage an längeren Zufahrtswegen zwischen Kajedeich und Wischweg auf stark baumbestandenem Areal besteht aus
- dem eingeschossigen, zum Hof giebelständigen Wohn- und Wirtschaftsgebäude von 1861 (Inschrift) als Zweiständer-Hallenhaus in gleichmäßigem engen Fachwerk mit Steinausfachungen, mit reetgedecktem Krüppelwalmdach, südöstlichem Wirtschaftsgiebel mit Ladeluke über der Grooten Door mit Korbbogen,[2]
- der eingeschossigen traufständigen Kornscheune als Gefügebau in Zweiständerkonstruktion mit Unterrähm, reetgedecktem Walmdach, am Nord- und Südgiebel abgeschleppt, mit Außenwänden zum Teil in Fachwerk, zum Teil senkrecht verbrettert; die ältere Scheune wurde am ursprünglichen Standort abgebaut und um 1850 hier wieder errichtet[3]
- sowie weiteren nicht denkmalgeschützten Anlagen.

Das Landesdenkmalamt befand u. a.: „ … weit zurückgesetzt südöstlich vom Straßenrand auf einer großen Parzelle … .“